# 兵庫県道337号生瀬門戸荘線
兵庫県道337号生瀬門戸荘線（ひょうごけんどう337ごう なまぜもんどそうせん）は、兵庫県西宮市から宝塚市を経由して、西宮市に至る一般県道である。

## 概要
西宮市生瀬東町から宝塚市（旧良元村域）を経由して、西宮市門戸荘に至る。

### 路線データ
- 起点：西宮市生瀬東町（生瀬橋東交差点、国道176号交点、兵庫県道33号塩瀬宝塚線起点）
- 終点：西宮市門戸荘（国道171号交点）
- 総延長：約7.198 km

## 歴史
- 1959年（昭和34年）11月1日 - 兵庫県が宝塚門戸荘線を認定。
- 1971年（昭和46年）3月31日 - 国道176号（兵庫県道51号宝塚唐櫃線重複）の経路変更に伴いその旧道の一部を編入し塩瀬門戸荘線へ改称。
- 2002年（平成14年）4月1日 - 国道176号（兵庫県道51号宝塚唐櫃線重複）の新生瀬大橋が2001年（平成13年）4月28日に開通したことに伴い生瀬橋を編入。
- 2003年（平成15年）10月1日 - 生瀬門戸荘線へ改称。

## 路線状況

### 重複区間
- 兵庫県道16号明石神戸宝塚線（宝塚市南口2丁目・サンビオラ前交差点 - 宝塚市逆瀬川1丁目・伊和志津神社前交差点）
- 兵庫県道114号西宮宝塚線（宝塚市逆瀬川1丁目・伊和志津神社前交差点 - 宝塚市東洋町・宝塚市役所前交差点）

### 道路施設

#### 橋梁
- 生瀬橋（武庫川、西宮市）
- 伊予志橋（逆瀬川、宝塚市、兵庫県道16号明石神戸宝塚線重複区間内）
- 仁川橋（仁川、宝塚市 - 西宮市）

## 地理

### 通過する自治体
- 西宮市
- 宝塚市
- 西宮市

### 交差する道路
| 交差する道路                                                                 | 市町村名 | 交差する場所 | 交差する場所          |
| ---------------------------------------------------------------------------- | -------- | ------------ | --------------------- |
| 国道176号 兵庫県道33号塩瀬宝塚線                                             | 西宮市   | 生瀬東町     | 生瀬橋東交差点 / 起点 |
| 兵庫県道188号宝塚停車場線                                                    | 宝塚市   | 湯本町       | 宝来橋南詰交差点      |
| 兵庫県道16号明石神戸宝塚線 重複区間起点                                      | 宝塚市   | 南口2丁目    | サンビオラ前交差点    |
| 兵庫県道16号明石神戸宝塚線 重複区間終点 兵庫県道114号西宮宝塚線 重複区間起点 | 宝塚市   | 逆瀬川1丁目  | 伊和志津神社前交差点  |
| 兵庫県道114号西宮宝塚線 重複区間終点 中津浜線                                | 宝塚市   | 東洋町       | 宝塚市役所前交差点    |
| 国道171号                                                                    | 西宮市   | 門戸荘       | 終点                  |

### 交差する鉄道
- 阪急今津線
- 山陽新幹線

### 沿線
- 武庫川
- 西宮市立生瀬小学校
- 阪急今津線
  - 宝塚南口駅 - 小林駅 - 仁川駅 - 甲東園駅 - 門戸厄神駅
- サンビオラ
- 宝塚市立末広小学校
- 宝塚市役所
- 宝塚市立光明小学校
- 宝塚市立良元小学校
- 宝塚市立高司中学校
- 宝塚温泉
- 阪神競馬場
- 仁川学院小学校
- 仁川学院中学校・高等学校
- 西宮市立甲東小学校